# Ficus soepadmoi
Ficus soepadmoi là một loài thực vật có hoa trong họ Moraceae. Loài này được Kochummen mô tả khoa học đầu tiên năm 1998.